# Aleurodiscus lapponicus
Aleurodiscus lapponicus är en svampart som beskrevs av Litsch. 1944. Aleurodiscus lapponicus ingår i släktet Aleurodiscus och familjen Stereaceae.  Arten är reproducerande i Sverige. Inga underarter finns listade i Catalogue of Life.